# کامن
شهر کامن (به آلمانی: Kamen) در ایالت نوردراین-وستفالن در کشور آلمان واقع شده‌است.